# Pavilhão João Rocha
Il Pavilhão João Rocha è un palazzetto dello sport della città di Lisbona in Portogallo, di proprietà dello Sporting Clube de Portugal ospita le gare casalinghe delle sezioni di calcio a 5, hockey su pista, pallacanestro, pallamano e pallavolo della polisportiva. Ha una capienza di 3.000 posti.
L'impianto venne inaugurato il 21 giugno 2017.